# Tianhou Gong (Tianjin)

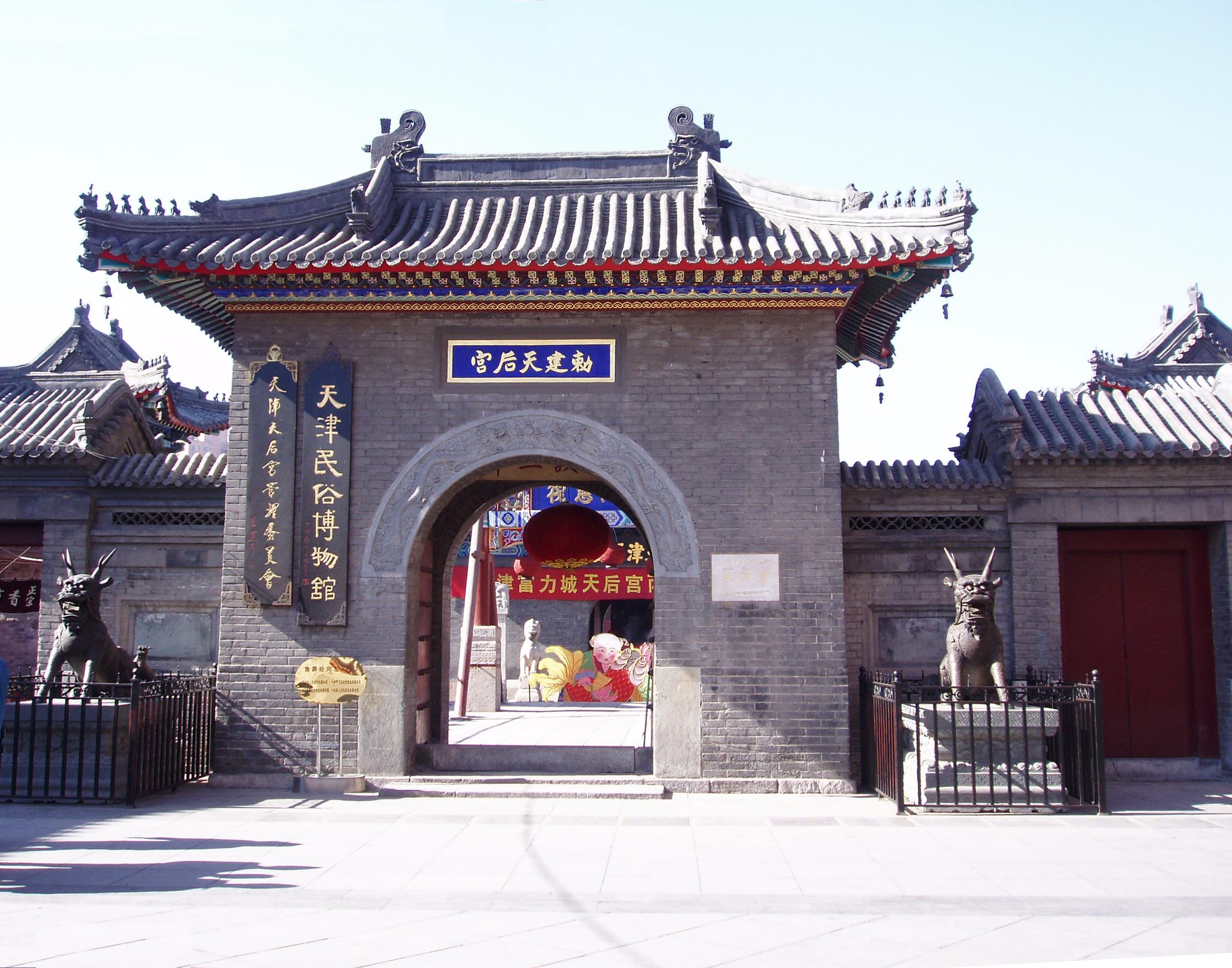
Mazu-Tempel (Tianhou Gong) in Tianjin

Der Tianhou Gong (auch: Himmelskönigin-Tempel, Tianhou-Tempel, Tianhou-Palast, Palast der Himmelsgöttin oder Tianfei-Palast; chinesisch 天后宫, Pinyin Tiānhòu Gōng, englisch Tianhou Palace in Tianjin/Temple of the Heavenly Matriarch/Tianjin Tianhou Temple) ist ein  daoistischer Tempel in der Stadt Tianjin in China. Die Göttin Tianhou ist auch unter dem Namen Mazu bekannt. Sie ist die Göttin der See und Schutzgöttin der Fischer. Der Tempel liegt direkt am Zusammenfluss des Hai He mit dem Kaiserkanal. Der Tempel wurde im Jahre 1326 in der Zeit der Yuan-Dynastie begründet und in späterer Zeit ausgebaut. Er ist einer der drei ältesten Tianhou-Tempel in China.
Die Stätte des Tianfei-Palastes (天妃宫遗址,  Tianfei Gong yizhi) steht seit 2006 auf der Liste der Denkmäler der Volksrepublik China (6-3).